# 盖兴根
盖兴根是德国巴登-符腾堡州的一个市镇。总面积14.68平方公里，总人口3784人，其中男性1872人，女性1912人（2011年12月31日），人口密度258人/平方公里。